# Lex Aebutia de formulis
La Lex Aebutia de formulis és el nom d'una llei romana de data incerta però al voltant del 150 aC, que va posar fi a las Legis Actiones, establertes a les lleis de les dotze taules, excepte en certs casos. El seu contingut en general és desconegut, però sembla que augmentava les funcions dels pretors.